# Ambasadorowie Chin w Afganistanie
Artykuł zawiera listę przedstawicieli Republiki Chińskiej oraz Chińskiej Republiki Ludowej w Afganistanie.
Od 2002 roku Islamska Republika Afganistanu (do 2004 Tymczasowe Państwo Afganistanu) utrzymuje oficjalne stosunki dyplomatyczne z Chińską Republiką Ludową. ChRL posiada swoją ambasadę w Kabulu, której szefem i najwyższym przedstawicielem tego państwa jest od marca 2011 ambasador nadzwyczajny i pełnomocny Xu Feihong.

## Posłowie nadzwyczajni Republiki Chińskiej w Królestwie Afganistanu
Republika Chińska nawiązała oficjalne stosunki dyplomatyczne z Królestwem Afganistanu w roku 1945. Od tego czasu posiadała w Kabulu swojego przedstawiciela w randze posła nadzwyczajnego (公使).
Stosunki zostały zerwane w roku 1950, ze względu na starania Afganistanu o nawiązanie oficjalnych stosunków z Chińską Republiką Ludową.
| Przedstawiciel (pinyin) | Przedstawiciel (hanzi) | Od            | Do               | Dodatkowe informacje |
| ----------------------- | ---------------------- | ------------- | ---------------- | -------------------- |
| Zou Shangyou            | 邹尚友                 | styczeń 1945  | czerwiec 1946    |                      |
| Xu Nianzeng             | 许念曾                 | czerwiec 1946 | październik 1949 |                      |

## Ambasadorowie Chińskiej Republiki Ludowej w Królestwie Afganistanu
Chińska Republika Ludowa posiadała swojego przedstawiciela w randze ambasadora w Królestwie Afganistanu od czerwca 1955 roku. Oficjalne stosunki pomiędzy obydwoma państwami zostały ustanowione 20 stycznia tego roku.
W 1973 roku obalone zostało królestwo i wprowadzono republikę. W 1978 roku w odpowiedzi na rewolucje kwietniową i zbliżenie afgańsko-radzieckie, zerwano oficjalne stosunki.
| Przedstawiciel (pinyin) | Przedstawiciel (hanzi) | Od            | Do               | Dodatkowe informacje |
| ----------------------- | ---------------------- | ------------- | ---------------- | -------------------- |
| Ding Guoyu              | 丁国钰                 | czerwiec 1955 | lipiec 1958      |                      |
| Hao Ting                | 郝汀                   | sierpień 1958 | maj 1965         |                      |
| Chen Feng               | 陈枫                   | lipiec 1965   | styczeń 1969     |                      |
| Xie Bangzhi             | 谢邦治                 | lipiec 1969   | styczeń 1973     |                      |
| Gan Yetao               | 甘野陶                 | luty 1973     | czerwiec 1976    |                      |
| Huang Mingda            | 黄明达                 | wrzesień 1977 | październik 1979 |                      |

## Ambasadorowie Chińskiej Republiki Ludowej w Islamskiej Republice Afganistanu
Stosunki pomiędzy państwami zostały przywrócone w 2002 roku po obaleniu rządu Talibów.
| Przedstawiciel (pinyin) | Przedstawiciel (hanzi) | Od               | Do               | Dodatkowe informacje |
| ----------------------- | ---------------------- | ---------------- | ---------------- | -------------------- |
| Sun Yuxi                | 孙玉玺                 | kwiecień 2002    | styczeń 2005     |                      |
| Liu Jian                | 刘健                   | styczeń 2005     | luty 2007        |                      |
| Yang Houlan             | 杨厚兰                 | marzec 2007      | luty 2009        |                      |
| Zheng Qingdian          | 郑清典                 | marzec 2009      | marzec 2011      |                      |
| Xu Feihong              | 徐飞洪                 | marzec 2011      | sierpień 2013    |                      |
| Deng Xijun              | 邓锡军                 | wrzesień 2013    | październik 2015 |                      |
| Yao Jing                | 姚敬                   | październik 2015 | październik 2017 |                      |
| Liu Jinsong             | 刘劲松                 | styczeń 2018     | lipiec 2019      |                      |
| Wang Yu                 | 王愚                   | listopad 2019    | sierpień 2023    |                      |
| Zhao Xing               | 赵星                   | wrzesień 2023    | pełni funkcję    |                      |